# Sphenomorphus maculicollus
Sphenomorphus maculicollus — вид сцинкоподібних ящірок родини сцинкових (Scincidae). Ендемік Малайзії.

## Поширення і екологія
Sphenomorphus maculicollus відомі з кількох місцевостей, розташованих в штатах Сабах і Саравак на заході Калімантану. Вони живуть у вологих рівнинних тропічних лісах, серед опалого листя, на висоті від 451 до 850 м над рівнем моря.